# 竹中勝男
竹中 勝男（たけなか かつお、1898年（明治31年）7月27日 - 1959年（昭和34年）1月26日）は、昭和期の社会福祉学者、政治家。参議院議員（1期）、同志社大学教授。文学博士。

## 経歴
長崎県北松浦郡平戸出身。1921年（大正10年）同志社大学文学部神学科を卒業。同年米国に留学し、ロチェスター神学校でキリスト教社会学を学ぶ。1922年（大正11年）シカゴ大学に移り、1923年（大正12年）M. A. を取得した。帰国して1924年（大正13年）東京帝国大学大学院修学。東京学院で教え、日本基督教連盟幹事も務めた。1928年（昭和3年）同志社専門学校教員に就任。1936年（昭和11年）同志社大学文学部教授となり、社会学、社会政策、社会福祉学を担当。その他、同文学部長、同大学評議員兼務、日本社会学会、日本社会政策学会各理事、幹事を歴任した。
1953年（昭和28年）の第3回参議院議員通常選挙において京都府地方区から日本社会党公認で立候補して当選した。参議院では文教委員長を務め、社会党教宣局教育部長、労働大学学監、総評京都地評各顧問などを務めた。参議院議員を1期務め、在職中の1959年（昭和34年）1月26日、狭心症のため京都府で死去した。死没日をもって勲三等瑞宝章追贈、正五位に叙される。

## 著作
- 竹内愛二 共述『現代の基督教会と社会問題及社会事業』日本組合基督教会社会部、1931年。
- 『社会主義と基督教の経済倫理の諸問題』警醒社、1933年。
- 『福音の社会的行者』日本組合基督教会事務所、1937年。
- 『社会福祉研究』関書院、1950年。